# تپه آسنکلانی
تپه آسنکلانی در شهرستان میبد، شهرندوشن، بخش خضرآباد، ۲ کیلومتری شمال غربی شهر ندوشن واقع شده و این اثر در تاریخ ۲۶ اسفند ۱۳۸۶ با شمارهٔ ثبت ۲۲۱۳۶ به‌عنوان یکی از آثار ملی ایران به ثبت رسیده است.